# Dharahara
Tháp Dharahara (tiếng Nepal: धरहरा) hay còn được biết đến với tên gọi là Tháp Bhimsen là một tòa tháp cao chín tầng với tổng chiều cao là 61,88 mét (203,0 ft) nằm ở trung tâm của Sundhara, Kathmandu. Nó được xây dựng vào năm 1832 bởi Mukhtiyar Bhimsen Thapa (tương đương với Thủ tướng Chính phủ ngày nay) để tặng cho Nữ hoàng Lalit Tripura Sundari. Công trình kiến trúc này là một phần của kiến trúc Kathmandu được công nhận là Di sản thế giới của UNESCO.
Hầu như tòa tháp này đã bị sập hoàn toàn trong trận động đất ngày 25 tháng 4 năm 2015 ở Nepal, chỉ còn lại phần chân của ngọn tháp. Có tổng cộng 180 thi thể đã được tìm thấy trong đống đổ nát của tòa tháp khi trận động đất xảy ra vào giờ ăn trưa.

## Lịch sử

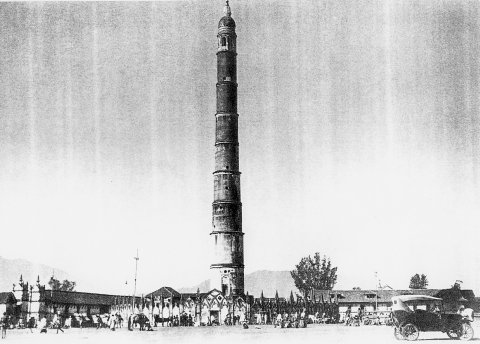
Tòa tháp Dharahara đầu tiên cao 11 tầng, hình ảnh chụp trước khi trận động đất năm 1934 xảy ra.

Dharahara ở Kathmandu là tòa nhà cao nhất ở Nepal và là tòa tháp cao thứ hai được xây dựng bởi Bhimsen Thapa. Tòa tháp đầu tiên được xây dựng vào năm 1824 có 11 tầng, cao hơn hai tầng so với tháp Dharahara. Dharahara được cho là công trình xây dựng nhằm dành tặng cho Nữ hoàng Lalit Tripura Sundari, người cháu gái của Bhimsen Thapa.
Trong trận động đất năm 1834, tuy cả hai tòa tháp còn tồn tại nhưng tòa tháp đầu tiên do Bhimsen Thapa xây dựng bị hư hại nghiêm trọng. Một trăm năm sau, vào ngày 15 tháng 1 năm 1934, một trận động đất khác đã phá hủy hoàn toàn tòa tháp đầu tiên, và chỉ có hai trong số 11 tầng của tòa tháp vẫn còn. Sau đó, Thủ tướng Nepal lúc bấy giờ là Juddha Shumsher đã tiến hành công cuộc để khôi phục giá trị nguyên vẹn của tháp Dharahara. Sau khi tháp Bhimsen đầu tiên đã bị phá hủy, thì tòa tháp Nữ hoàng Lalit Tripura Sundari (tháp thứ hai) của Bhimsen Thapa đã được gọi là Bhimsen Stambha hay Tháp Bhimsen.
Tháp Dharahara được xây dựng cho mục đích quân sự như một tháp canh. Khi xảy ra sự cố quan trọng quốc gia, kèn được thổi từ tầng trên cùng của tòa tháp. Đây là tín hiệu cho quân đội sẵn sàng. Truyền thống này vẫn diễn ra cho đến khi tòa tháp bị sụp đổ.
Ngày 25 tháng 4 năm 2015, một trận động đất kinh hoàng với cường độ ước tính đạt 7,9 (Mw) tàn phá toàn bộ khu vực dẫn đến sự sụp đổ của tòa tháp. Tâm chấn của trận động đất nằm về phía đông-đông nam của Lamjung khoảng 29 km (18 dặm). Cấu trúc căn bản của tòa tháp gần như bị sụp đổ hoàn toàn, chỉ còn lại một phần đế chân tháp.

## Kiến trúc
Tòa tháp có một cầu thang xoắn ốc có tổng cộng 213 bậc. Tầng thứ tám có một ban công tròn để quan sát. Đây là nơi cung cấp một cái nhìn toàn cảnh ra thung lũng Kathmandu. Trên đỉnh của ngọn tháp là một cột đồng hồ cao 5,2 m (17 ft).
Công trình này mang cả kiến trúc Mogul lẫn phong cách châu Âu. Nó giống như là một tháp Hồi giáo với các bức tượng Hindu thần Shiva đặt trên đỉnh tháp.

## Du lịch
Trước khi sụp đổ, tòa tháp là một điểm thu hút du lịch đáng kể và được mở cửa cho công chúng tham quan từ năm 2005. Tuy nhiên, Cục Di sản của Kathmandu là đơn vị trực tiếp quản lý tòa tháp đã bị chỉ trích nặng nề bởi sự thiếu nỗ lực trong việc bảo vệ các di sản, mà trong đó có cả tháp Dharahara.